# إف إف أيه إس-202 برافو
اف اف أي أس-202 برافو هي طائرة مدينة خفيفة ذات أثنين إلى ثلاث مقاعد، مصممة بشكل مشترك وتم تصنيعها من قبل الشركة السويسرية.(FFA).